# Inga de Varteig
Inga de Varteig (vers 1185 – 1234) est la maîtresse du roi de Norvège Håkon III et la mère de son fils Håkon IV.

## Biographie
Inga est la compagne du roi Håkon III durant les dernières années de sa vie. Après la mort de Håkon, le 1er janvier 1204, elle accouche clandestinement de son fils posthume, le futur Håkon IV, en mars ou avril à Fölkinsborg.
Sur les conseils du prêtre Thrond, qui seul connaît le secret de la jeune femme, elle  demande l’appui d’Erlend de Husabö, un partisan de la famille de Sverre. L’hiver suivant, dans la plus grande discrétion, ils se rendent en Oppland puis dans l’Hedmark où se trouvent deux Sysselmönd Birkebeiner : Fredrik Slaffe et Gjavald Gaute , ainsi que leurs partisans, bien que l’évêque Ivar Skjaalge d’Hamar, soit depuis toujours un des pires ennemi de la famille de Sverre. Inga décide de finalement confier le sort de son enfant à l’homme qui lui paraissait le moins dangereux : le roi Inge II Bárdarson. Ce dernier reçoit fort bien le jeune Håkon et le fait élever à sa cour avec son propre fils le bâtard Guttorm († 1223/35)
Inga épouse vraisemblablement vers 1207 le Sysselmönd Birkebeiner, Vegard de Verdal (mort en 1221) auprès de qui elle s'était réfugiée afin de protéger son enfant. En 1218 à Bergen, elle subit, avec succès, au cours d'une ordalie l’épreuve du fer rouge devant l’archevêque et les évêques norvégiens afin de prouver les droits de son fils au trône. Elle meurt à Bergen avant les fêtes de Noël en 1234.
Depuis 1993, une course féminine annuelle à skis porte son nom, la Ingalåma. Elle figure également sur le blason de l'ancienne municipalité de Varteig, fusionnée avec Sarpsborg en 1992.

## Source
- (no) Knut Hell, « Inga Fra Varteig », Norsk biografisk leksikon